# 중앙로 (음성군)
중앙로(Jungang-ro)는 충청북도 음성군 음성읍 에서 음성군 음성읍 한벌삼거리 를 잇는 충청북도의 도로이다.

## 주요 경유지
충청북도
- 음성군 (음성읍)

## 노선
| 이름             | 접속 노선                 | 소재지          | 소재지          | 비고            |
| 반기문로와 직결  | 반기문로와 직결           | 반기문로와 직결 | 반기문로와 직결 | 반기문로와 직결 |
| ---------------- | ------------------------- | --------------- | --------------- | --------------- |
| (이름없음)       | 음성로                    | 음성군          | 음성읍          |                 |
| 종합운동장사거리 | 지방도 제516호선 (설성로) | 음성군          | 음성읍          |                 |
| 중앙사거리       | 수정로                    | 음성군          | 음성읍          |                 |
| 음성교           |                           | 음성군          | 음성읍          |                 |
| 교동사거리       | 시장로                    | 음성군          | 음성읍          |                 |
| 한벌삼거리       | 국도 제36호선 (충청대로)  | 음성군          | 음성읍          |                 |

## 주요 건물 및 시설
- 삼성디자인플라자 음성점 (중앙로 11/신천리 217-4)
- 한국국토정보공사 음성지사 (중앙로 18/신천리 173)
- 농협 음성농협주유소 (중앙로 23/신천리 260-14)
- 음성경찰서 (중앙로 26/신천리 1727)
- 농협 음성농협 본점 (중앙로 69/읍내리 366-19)
- 농협 음성농협 하나로마트 (중앙로 69/읍내리 366-19)
- 음성군수도사업소 (중앙로 71/읍내리 467-3)
- 충청북도음성교육지원청 (중앙로 77/읍내리 467)
- KT&G 음성지사 (중앙로 78/읍내리 463-4)
- 음성우체국 (중앙로 94/읍내리 456-4)
- KT 에이플러스 음성고등학교점 (중앙로 107/읍내리 503-3)
- 신협 음성신협 본점 (중앙로 123/읍내리 497-8)
- 농협 음성농협 읍내지점 (중앙로 141/읍내리 557)
- 농협 음성농협 음성군지부 (중앙로 167/읍내리 622-6)
- 음성군청 (중앙로 173/읍내리 621-1)
- 세븐일레븐 음성중앙점 (중앙로 176/읍내리 244-21)
- 설성지구대 (중앙로 181/읍내리 205-12)